# Pałecznica (gromada w powiecie lubartowskim)
Pałecznica (od 1 I 1960 Tarło) – dawna gromada, czyli najmniejsza jednostka podziału terytorialnego Polskiej Rzeczypospolitej Ludowej w latach 1954–1972.
Gromady, z gromadzkimi radami narodowymi (GRN) jako organami władzy najniższego stopnia na wsi, funkcjonowały od reformy reorganizującej administrację wiejską przeprowadzonej jesienią 1954 do momentu ich zniesienia z dniem 1 stycznia 1973, tym samym wypierając organizację gminną w latach 1954–1972.
Gromadę Pałecznica z siedzibą GRN w Pałecznicy utworzono – jako jedną z 8759 gromad na obszarze Polski – w powiecie lubartowskim w woj. lubelskim na mocy uchwały nr 11 WRN w Lublinie z dnia 5 października 1954. W skład jednostki weszły obszary dotychczasowych gromad Tarło wieś, Tarło kol., Pałecznica wieś, Pałecznica kol., Klementynów i Górka Lubartowska ze zniesionej gminy Tarło w tymże powiecie. Dla gromady ustalono 25 członków gromadzkiej rady narodowej.
Gromadę zniesiono 1 stycznia 1960 w związku z przeniesieniem siedziby GRN z Pałecznicy do Tarła i zmianą nazwy jednostki na gromada Tarło.